# Mistrzostwa Ameryki Północnej, Środkowej i Karaibów w Piłce Siatkowej Kobiet 1977
V Mistrzostwa Ameryki Północnej, Środkowej i Karaibów w piłce siatkowej kobiet odbyły się w 1977 roku w Santo Domingo na Dominikanie. W mistrzostwach wystartowało 9 reprezentacji. Mistrzem została po raz trzeci reprezentacja Kuby.

## Klasyfikacja końcowa
| Miejsce | Reprezentacja                        |
| ------- | ------------------------------------ |
|         | Kuba                                 |
|         | Stany Zjednoczone                    |
|         | Kanada                               |
| 4.      | Dominikana                           |
| 5.      | Portoryko                            |
| 6.      | Meksyk                               |
| 7.      | Antyle Holenderskie                  |
| 8.      | Haiti                                |
| 9.      | Wyspy Dziewicze Stanów Zjednoczonych |